# 1909 en Grèce
Chronologie de la Grèce
- 1906
- 1907
- 1908
- 1909
- 1910
- 1911
- 1912
- 1913
- 1914

Cette page concerne les évènements survenus en 1909 en Grèce  :

## Événements
- 28 août : Coup de Goudi (coup d'État militaire).

## Sport
- Championnat Panhellénique 1908-1909 (en) (football)
- Championnat Panhellénique 1909-1910 (en)
- 2-6 avril : Championnat grec d'athlétisme

## Création
- Méllon (journal) (en)
- Musée archéologique de Tégée
- Scuola archeologica italiana di Atene

## Naissance
- Christos Capralos, sculpteur.
- Manólis Hadjidákis (el), historien de l'art.
- Giórgos Kotzioúlas (el), écrivain.
- Geórgios Mávros, juriste et député européen.
- Spíros Markezínis, Premier ministre.
- Stávros Niárchos, armateur.
- Níkos Nikoláou (el), artiste peintre et sculpteur.
- Pandelís Prevelákis, écrivain, poète et dramaturge.
- Apóstolos Tsitsáras (el), personnalité politique.

## Décès
- Nikólaos Alektorídis (el), peintre.
- Georgios Avlichos, peintre.
- Theódoros Koukoulákis (el), révolutionnaire.
- Geórgios Vroútos (el), sculpteur.